# Doma y castración del Reino de Galicia
La expresión "Doma y castración del Reino de Galicia", referida por Alfonso Daniel Rodríguez Castelao como originaria de Zurita, es uno de los más fecundos lugares comunes de la historia de Galicia.

## Historia de la expresión
La expresión, parte de un discurso parlamentario sobre el Proyecto de Constitución, era la siguiente:

"Desde que los llamados Reyes Católicos verificaron el hecho que Zurita llamó la doma y castración del Reino de Galicia, la lengua gallega ha quedado prohibida en la Administración, en los Tribunales, en la enseñanza, y en la Iglesia evitando que nosotros , los gallegos, rezásemos en nuestra propia lengua."

A pesar de que sea ese el primer uso de la expresión registrada, es el comentario hecho en Sempre en Galiza lo que marcaría a la generación de galleguistas:
«Escuchad lo que dice Santillana: "..non há mucho tiempo cualesquier decidores é trovadores destas partes, agora fuesen castellanos, andaluces o de la Estremadura, todos sus obras componian en lengua gallega o portuguesa". Fue necesario ejecutar la "doma y castración de Galicia" para que enmudeciésemos; pero nuestra lengua siguió floreciendo en Portugal, y el pueblo gallego no quiso olvidarla.»
Tanto la ambigüedad del texto como las interpretaciones posteriores darían lugar a una confusión en que se juntaron en un único acto de "doma y castración" un conjunto de hechos separados y que no todos habían sido influenciados por los Reyes Católicos:
- El declive de la literatura literatura gallego-portuguesa en torno al año 1350
- La centralización administrativa y el control del Reino de Galicia que se da como finalizada, esta sí, con el viaje a Santiago de Compostela de los Reyes Católicos en 1486.
- La asunción del castellano como lengua de las clases altas y de la administración comezada ya en el siglo XIII y que fue avanzando paulatínamente en diversos campos y aún no acabó.

Galicia se redujo a las leyes de la justicia, a donde el rey puso audiencias. En aquel tiempo secomenzó a domar aquella tierra de Galicia, porque no sólo los señores y caballeros della perotodas las gentes de aquella nación eran unos contra otros muy arriscados y guerreros, y viendo loque pasaba por el conde -que era gran señor en aquel reino- se fueron allanando y reduciendo a las leyes de la justicia con rigor del castigo.
Volvió el rey de Galicia a Salamanca en fin del mes de noviembre, y desde aquella ciudad se envió su audiencia real formada a Galicia, para que residiese en aquel reino y con la autoridad de los gobernadores y jueces que allí presidiesen y con rigurosa ejecución se administrase la justicia; y el arzobispo de Santiago les entregó su iglesia habiendo pasado por el estado del conde de Lemos y por todas las otras tierras de señores que hay hasta llegar a su arzobispado sin ser recibidos los oidores: tan duros y pertinaces estaban en tomar el freno y rendirse a las leyes que los reducían a la paz y justicia, que tan necesaria era en aquel reino, prevaleciendo en él las armas y sus bandos y contiendas ordinarias, de que se siguían muy graves y atroces delitos y insultos. En esto y en asentar otras cosas, se detuvieron algunos días el rey y la reina en la ciudad de Salamanca.
Cita original de Zurita